# شفقت رومی

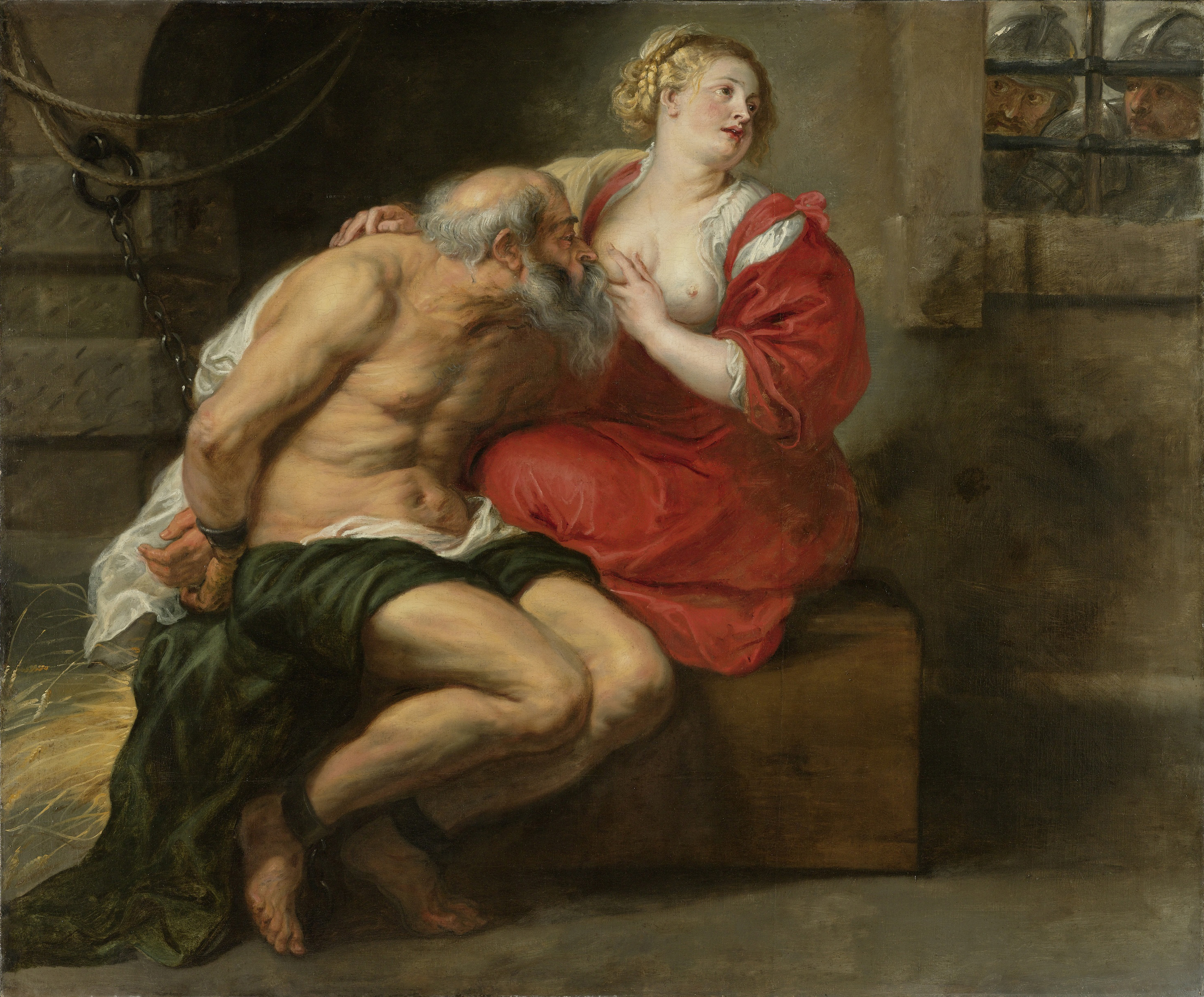
سیمون و پرو اثر پیتر پل روبنس (حوالی ۱۶۲۵)

شفقت رومی (لاتین: Caritas romana) داستانی تمثیلی و حکایتی پندآمیز است که در آن دختری به نام «پرو» به پدرش «سیمون» که زندانی و محکوم به مرگ از طریق محرومیت غذایی و گرسنگی است، مخفیانه از پستان‌هایش شیر می‌دهد. خاستگاه این حکایت روم باستان است و بیشتر در هنر بازتاب داشته‌است، به ویژه در دوره باروک؛ و گاهی از آن با عنوان «سیمون و پرو» است.

## تاریخچه

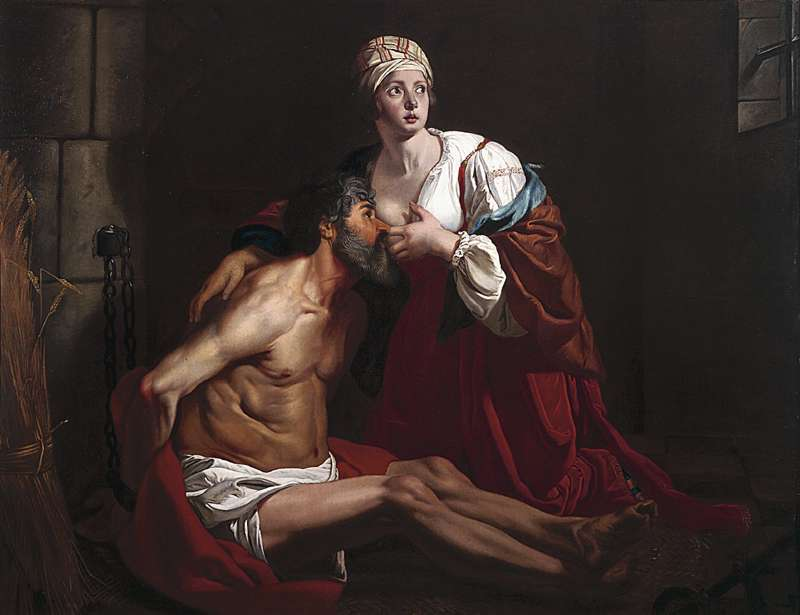
شفقت رومی اثر گاسپار دو کریه، حوالی سال ۱۶۴۵ میلادی

این داستان در «نُه دفتر از کردار و گفته‌های به‌یادماندنی رومیان باستان» به قلم والریوس ماکسیموس مورخ رومی ثبت شده‌است و به عنوان نمونه‌ای از یک نمونۀ برجسته از اعمال پیتاس (تقوای فرزندی) و غیرت و احترام رومی ارائه شده‌است. یک تابلوی نقاشی در معبد پیتاس این صحنه را به تصویر کشیده‌است. علاوه بر این، نقاشی‌های دیواری و مجسمه‌های سفالی قرن اول که در پمپئی حفاری شده‌اند، نشان می‌دهند که بازنمایی‌های بصری «سیمون و پرو» رایج بوده‌اند، با این حال دشوار است که بگوییم این‌ها پس از انتشار حکایت ماکسیموس کشیده داشته‌اند یا پیش از وجود داشته و الهام‌بخش داستان او بوده‌اند. در میان رومی‌ها، این موضوع در شیردهی یونو به هرکول بالغ - افسانه‌ای در تمدن اتروسک - بازتاب اسطوره‌ای داشت.
حکایت ماکسیموس از پرو و سیمون، چالش اِکفراسیس زیر را مطرح می‌کند:
چشمان مردان با دیدن نقاشی این عمل از حیرت میخکوب می‌شود و با حیرت از منظره‌ای که اکنون پیش رویشان است، ویژگی‌های حادثه دیرینه را بازسازی می‌کنند و معتقدند که در آن خطوط ساکت اندام‌ها، بدن‌ها زنده‌اند و نفس می‌کشند. چنین اثری قاعدتاً در ذهن نیز رخ می‌دهد، تذکر و تلنگری برای به یاد آوردن رخدادهای گذشته در نقاشی‌ها چنان‌که گویی به‌تازگی روی داده‌اند، که بسیار مؤثرتر از تذکره‌های ادبی است.
حکایت سیمون با روایت تقریباً یکسانی با داستان مورخ رومی والریوس ماکسیموس همراه است که بعداً توسط پلینی بزرگ (۲۳–۷۹ پس از میلاد) بازگو شد و در آن یک زن زندانی پلبی که توسط دخترش شیردهی می‌شد. با اعلام این موضوع به مراجع ذی‌ربط، حکم قضایی مادر ساقط می‌شود. با آنکه نگهبان زندان در آغاز تردید می‌کند و می‌اندیشد که آیا آنچه که او می‌بیند خلاف طبیعت است (یک عمل لزبین‌گرایی)، اما کمی بعد نتیجه می‌گیرد که در واقع این نمونه‌ای از اولین قانون طبیعت است، یعنی عشق به والدین خود داشتن.

## موضوعی در هنر

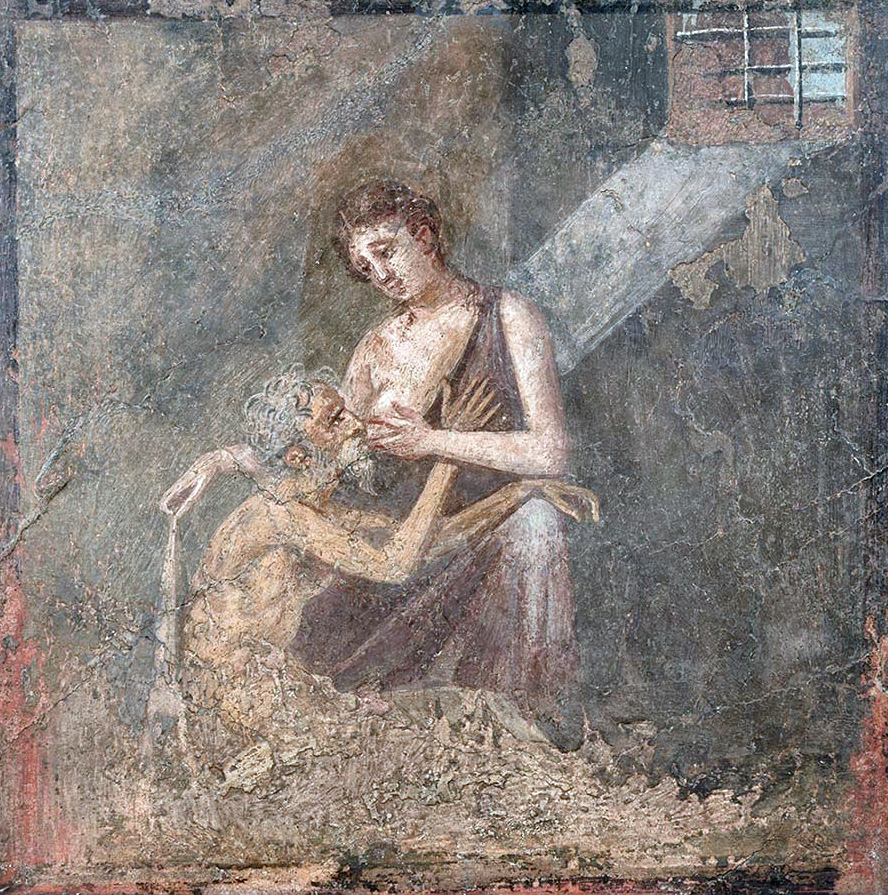
نقاشی دیواری در پمپئی

### تجسم اولیه در آلمان و ایتالیا
این بن‌مایه در هر دو نوع «مادر-دختری» و «پدر-دختری» روایت شده‌است، اگرچه نسخه متقابل جنسیتی (پدر-دختری) در نهایت محبوبیت بیشتری داشت. اولین تصویرهای مدرن از «سیمون و پرو» به‌طور مستقل از یکدیگر در حدود سال ۱۵۲۵ در جنوب آلمان و شمال ایتالیا در طیف گسترده‌ای از رسانه‌ها از جمله مدال‌های برنزی، نقاشی‌های دیواری، حکاکی‌ها، طراحی‌ها، نقاشی‌های رنگ روغن، سرامیک، تزئینات چوبی منبت کاری شده و مجسمه‌ها پدیدار شدند.

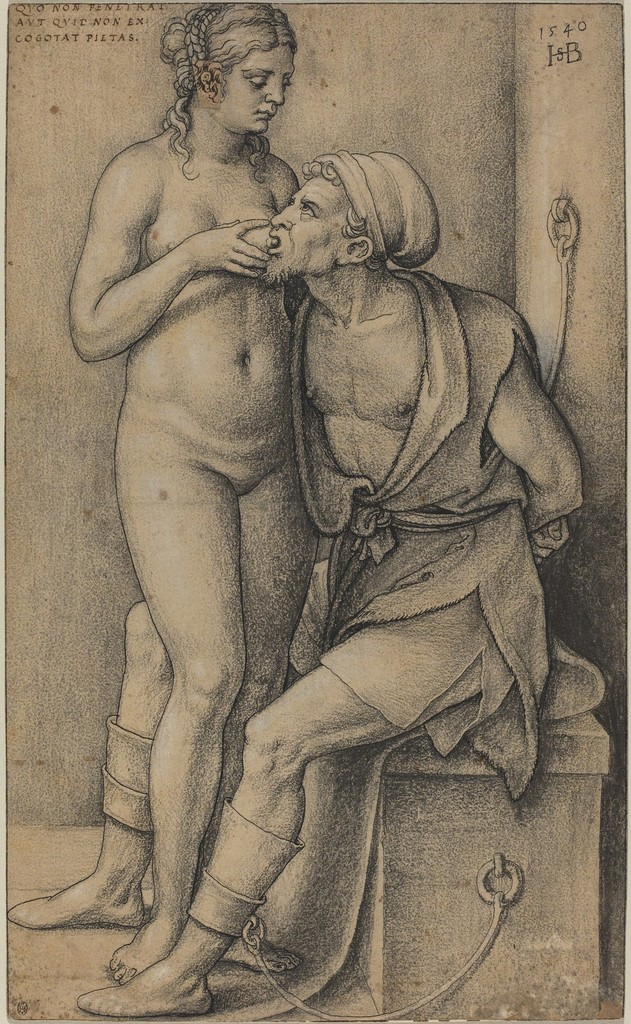
تابلویی اثر زیبالد بیهام، ۱۵۴۰

در آلمان، برادران بارتل بیهام (۱۵۴۰–۱۵۰۲) و زیبالد بیهام (۱۵۵۰–۱۵۰۰) شش پرداخت تصویری مختلف از «سیمون و پرو» را بین خود خلق کردند. اولین تصویرسازی بارتل از این موضوع در سال ۱۵۲۵ با یک دوره کوتاه زندان همراه است که او، برادرش زیبالد و دوست مشترکشان گیورگ پنتس در اوایل همان سال به اتهام ارتداد سپری کردند. برادر بارتل، زیبالد، این اثر را به صورت معکوس در سال ۱۵۴۴ دوباره منتشر کرد، این بار با دو کتیبه که بیننده را از هویت پدر («سیمون») و معنای این عمل آگاه می‌کرد: «حیات من وابسته به پستان دخترم است.» خودِ زیبالد در جوانی خود دو بار بین سال‌های ۱۵۲۶ و ۱۵۳۰ و بار دیگر در سال ۱۵۴۰ این بن‌مایه را بازنگاری کرد. چاپ ۱۵۴۰ تقریباً ده برابر بزرگتر از سایر آثار هنری برادران ببهام (حدود ۴۰ در ۲۵ سانتی‌متر) و آشکارا، پورنوگرافیک است. بازوهای گره‌خورده سایمون پشت سر و شانه‌ها و پایین‌تنه اش با پارچه‌ای ژاکت‌مانند پوشانده شده‌است، با این حال قفسه سینه عضلانی و نوک سینه‌های او کاملاً نمایان است. پرو بین زانوهای سیمون ایستاده، کاملاً برهنه، موهایش بازشده و ناحیه شرمگاهی و شکمش تراشیده شده‌است. او پستان چپ خود را با میان انگشتان یک دست فشرده و در دهان سیمون گذاشته‌است. کتیبه‌ای که به شکل کنده‌کاری در دیوار نوشته شده‌است، چنین می‌گوید: «عشق به والدین تا به کجا که نمی‌رسد، این دختر چه چیز را تدبیر نمی‌کند؟»
بعدها در قرن شانزدهم، هنرمندان آلمانی کشیدن تابلوهای زنگ روغن از این روایت را آغاز کردند و بیشتر قالب نیمه‌قدی کلاسیک را انتخاب می‌کردند، در نتیجه شباهت‌های رسمی بین «پرو» و قهرمانان باستانی را مجسم می‌کردند و پرو را در قالب «زن قوی»، شبیه به لوکرتیا، دیدو، کلئوپاترا، جودیت، سالومه و دلیله گنجانیدند. نمونه‌هایی از این آثار عبارتند از نسخه سال ۱۵۳۸ گیورگ پنتس، تصویری اثر «اِرهارت شوتزر» در همان سال، نسخهٔ سال ۱۵۴۶ گیورگ پنتس (محل نگهداری در استکهلم) ا، و یک اثر دیگر از فردی موسوم به «مرشد» که در آن سر شیردال کشیده شد و متعلق به سال ۱۵۴۶ است.
نقاشی‌های رنگ روغن ایتالیایی از این بن‌مایه در اوایل سال ۱۵۲۳ وجود داشتند، زمانی که یک دفتر ثبت اسناد رسمی یک بوم بزرگ نقاشی در یک قاب طلاکاری‌شده را شرح داده که در اختیار فردی تازه‌درگذشته به نام «پیترو لونا» بوده و در آن زنی در حال شیردهی به پیرمردی از پستان خود است. تابلوی نقاشی مشابهی متعلق به خاندان «بندتی دی فرانچیشی» توسط یک دفتر اسناد رسمی در سال ۱۵۳۸ توصیف شده‌است. همچنین تابلوی نقاشی دیگری توسط یک سردفتر در املاک مینیاتوریست ایتالیایی «گاسپارو سِجیتسی» ثبت شده که در آن به‌درستی به دختری که به پدرش شیر می‌دهد اشاره شده‌است. متأسفانه هیچ‌یک از این نقاشی‌ها امروزه باقی نیستند.

### تأثیرپذیری‌های کاراواجو و روبنس

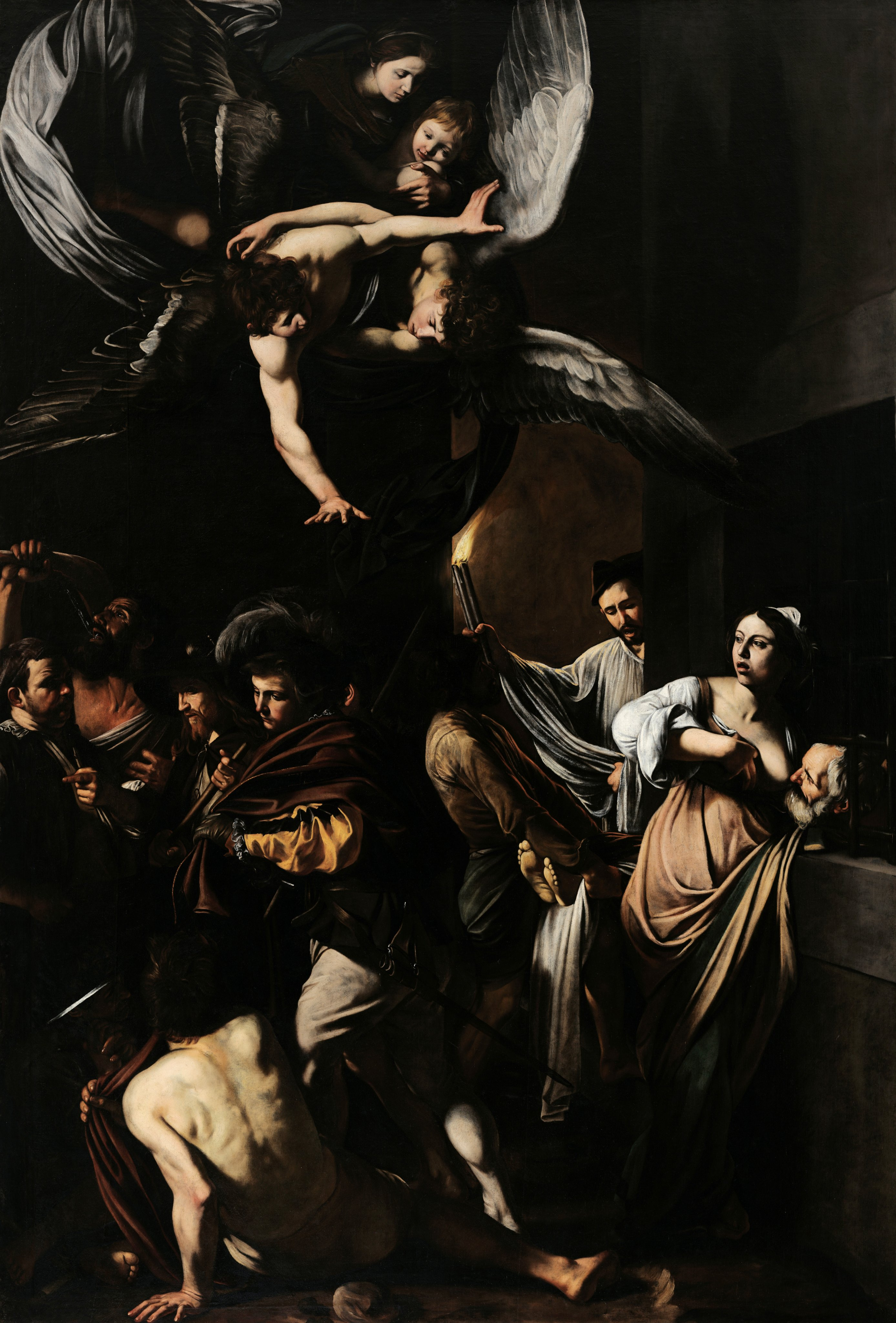
کاراواجو، هفت عمل رحمت، حوالی ۱۶۰۶

در سال ۱۶۰۶/۱۶۰۷، کاراواجو، هنرمند دوران باروک، این صحنه را در نقاشی‌های محراب خود، هفت عمل رحمت، به سفارش انجمن اخوت پیو مونته دلا میزریکوردیا در ناپل به تصویر کشید. با توجه به نوع انتخاب شمایل‌نگاری، کاراواجو ممکن است این اثر را از سلف خود پرینو دل واگا الهام گرفته شده باشد و احتمالاً نقاشی دیواری او از شفقت رومی را در طول اقامتش در شهر جنوا در سال ۱۶۰۵ دیده‌است. پس از نقاشی‌های محراب کاراواجو، شور و شوق زیادی برای به تصویر کشیدن «سیمون و پرو» در سال‌های ۱۲–۱۶۱۰ آغاز شد و در ایتالیا، فرانسه، بخش‌های جنوبی هلند و اوترخت گسترش یافت و حتی در میان نقاشان اسپانیایی مانند یوسپه دِ ریبرا و بعداً بارتولومه استبان موریلو مورد توجه قرار گرفت. با توجه به این واقعیت که هیچ گونه تابلوی نقاشی از سال ۱۶۱۰ موجود نیست، محراب کاراواجو باید الهام بخش مُدی زودگذر باشد که دو قرن دیگر ادامه داشت. با این حال، این موضوع که مورد علاقه بسیاری از هنرمندان تأثیرپذیر از آثار کاراواجو بود، از نظر تاریخی نادیده گرفته شده‌است. هنرمندان اهل اوترخت خرارد فن هونهورست و آبراهام بلومرت هر دو، نسخه‌ای از داستان را نقاشی کردند، همان‌طور که بارتولومئو مانفردی نیز چنین کرد. علاوه بر این، نه نمونه از شفقت رومی ظاهراً توسط رقیب و دشمن مشهور و رک‌گوی کاراواجو، گیدو رنی (۱۵۷۵–۱۶۲۵) و کارگاه او تولید شد.
پیتر پل روبنس و پیروانش حداقل سه نسخه از این روایت را نقاشی کرده‌اند. پیروان هنری روبن بیشتر تمایل داشتند نسخه ۱۶۳۰ او را کپی کنند (که اکنون در آمستردام نگهداری می‌شود) اما کم‌کم شروع به کشیدن یک کودک خوابیده در زیر پای «پرو» کردند، که در افسانه اصلی به آن اشاره نشده‌است. این عنصر در قرن هفدهم به منظور انجام شد تا از این عمل به عنوان «زنا با محارم» تعبیر و یاد نشود - اگرچه وجود فرزند در هر صورت معنایی ضمنی دارد، چه آنکه وقتی در پستان‌هایش شیر دارد بدان معناست که دارای فرزند است. در عین حال، گنجاندن نوزاد سطح جدیدی از معنا و تفسیر را به داستان اضافه کرد، زیرا این سه شخصیت نشان دهنده سه نسل مختلف هستند و بنابراین می‌توان آن را به عنوان تمثیلی و نمادی از سه دورهٔ زندگی انسان نیز تعبیر کرد. نمونه‌های بسیاری از نقاشی‌ها، نسخ چاپی و مجسمه‌های شفقت رومی شامل یک نوزاد یا کودک پیش‌دبستانی (شاید مشابه با پسری که در تابلوی «جمع‌آوری گزانگبین» نیکولا پوسن آمده‌است) است که توسط هنرمندانی مانند نیکولو تورنیولی، چکو براوو، آرتوس کوئلینوس بزرگ، لویی بولونیه، ژان کورنیو، یوهان کارل لوت، کارلو چینیانی، آدریان فان در ورف، گرگوریو لاتزارینی، فرانچسکو میلیوری و یوهان پیتر وبر خلق شد.

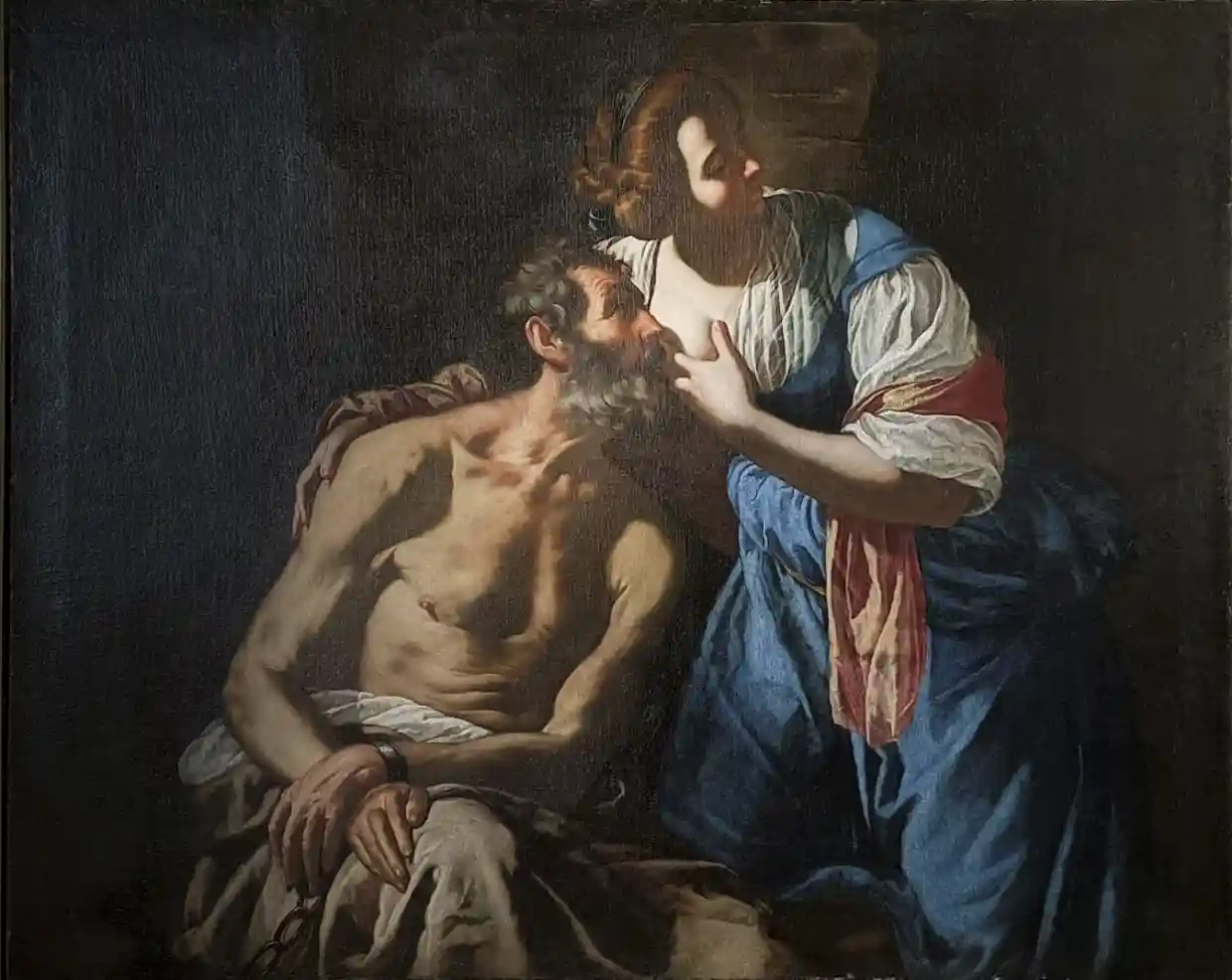
نسخهٔ آرتمیزیا جنتیلسکی (سدهٔ ۱۷ میلادی)

نسخه‌ای از روایت شفقت رومی توسط آرتمیزیا جنتیلسکی نیز قابل توجه است که یک هنرمند و نقاش زن ایتالیایی بود.

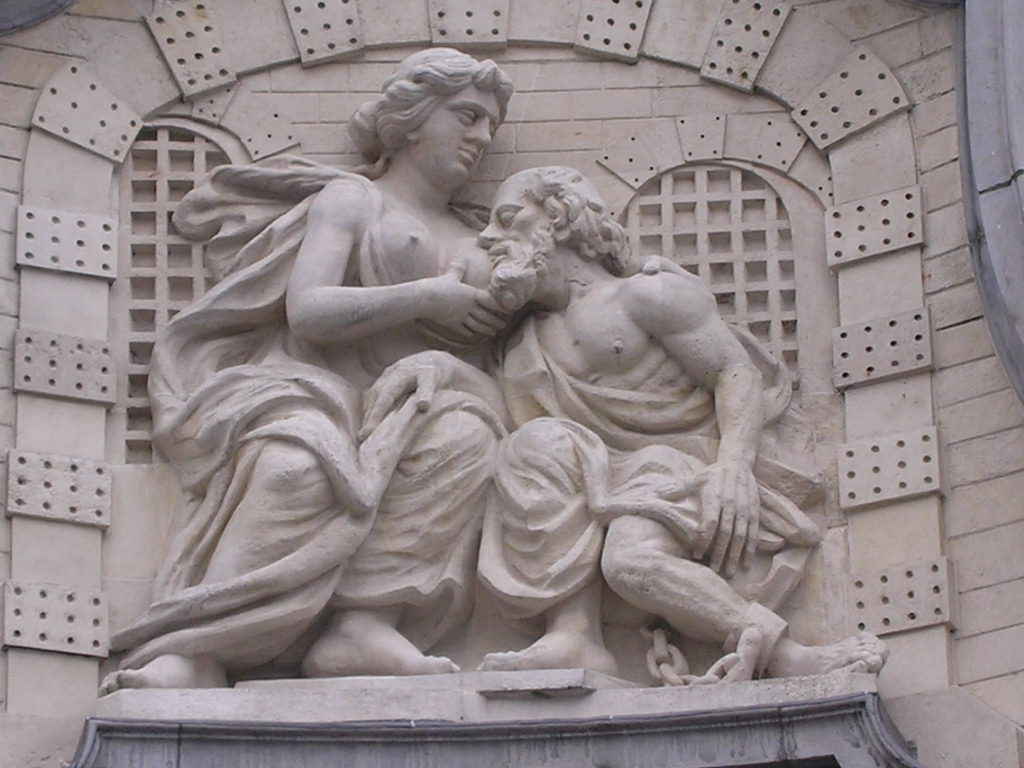
ممه‌لوکر، برج ناقوس خنت

ساختمان فرعی کوچکی در کنار برج ناقوس خنت متعلق به سال ۱۷۴۱، شامل مجسمه شفقت رومی است که در بالای در ورودی قرار دارد و از آن به عنوان «ممه‌لوکر» یاد می‌شود که در زبان هلندی به معنی «مکندهٔ پستان» است.

## نسخهٔ مادر-دختر
در طول این دورهٔ پربار از تعامل و خلاقیت در تصویرسازی «سیمون و پرو»، نیکولا پوسن (۱۵۹۴–۱۶۶۵) به دلیل بازنمایی‌اش از زوج مادر و دختر شیرده در تابلوی «جمع‌آوری گزانگبین» (۱۶۳۹) قابل توجه است. انتخاب موضوع پوسن نشان‌دهنده آگاهی او از مثال دیگری است که ماکسیموس از تقوای فرزندی روایت کرده‌است و همچنین تصویرسازی‌های فرانسوی پیشین از این موضوع. این احتمال وجود دارد که پوسین با اثری از اتین دولون (۱۵۱۸/۱۹–۱۵۸۸) و/یا شاید «تاریخ روم» چاپ شده در لیون در سال ۱۵۴۸ آشنا بوده‌است که در آن مادری به دخترش التماس می‌کند که به او اجازه خوردن شیر از پستان‌هایش را بدهد؛ درخواستی که دختر از آن به تندی انتقاد می‌کند و مادرش را به چالش می‌کشد تا در رنجش وقار بیشتری از خود نشان دهد، تا اینکه در نهایت تسلیم می‌شود و به مادرش اجازه شیر خوردن می‌دهد.

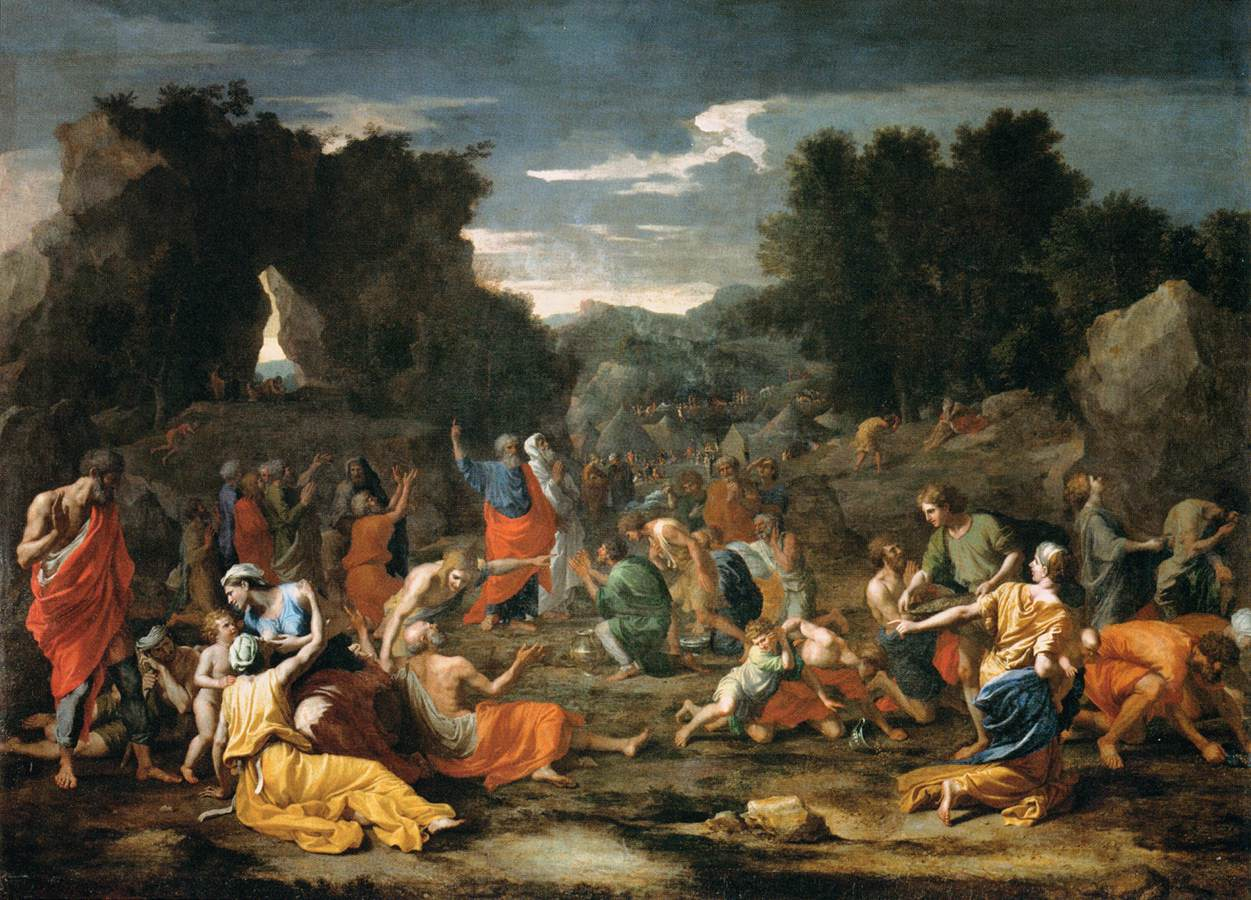
تابلوی «جمع‌آوری گزانگبین» نیکولا پوسن، حوالی ۱۶۳۹

همچون تصویرسازی‌های بعدی «سیمون و پرو»، که در آنها فرزند «پرو» به اثر اضافه شد تا هرگونه شائبهٔ زنا با محارم یا هرزگی و بی‌عفتی برطرف شود، نیکولا پوسن نیز نوزاد پسر آن زن را نیز نقاشی کرده تا با مادربزرگش برای خوردن شیر مادر رقابت می‌کند. با انجام این کار و اضافه کردن فردی دیگر که حضورش درک صحیح از واقعه را به‌عنوان یکی از جلوه‌های تقوای فرزندی تثبیت می‌کند، پوسین از برداشت بالقوه این رویداد به عنوان عملی میان دو همجنس‌گرا پیشگیری می‌کند و ذهن بیننده را به گفتگوی بین نگهبانان که ماکسیموس روایت کرده؛ معطوف می‌کند. علیرغم این واقعیت که پوسین خود را نقطه مقابل کاراواجو قرار داد، او نیز مانند رقیب خود، داستان تمثیلی ماکسیموس را در قالب یک نقاشی مذهبی پیچیده به تصویرکشید.

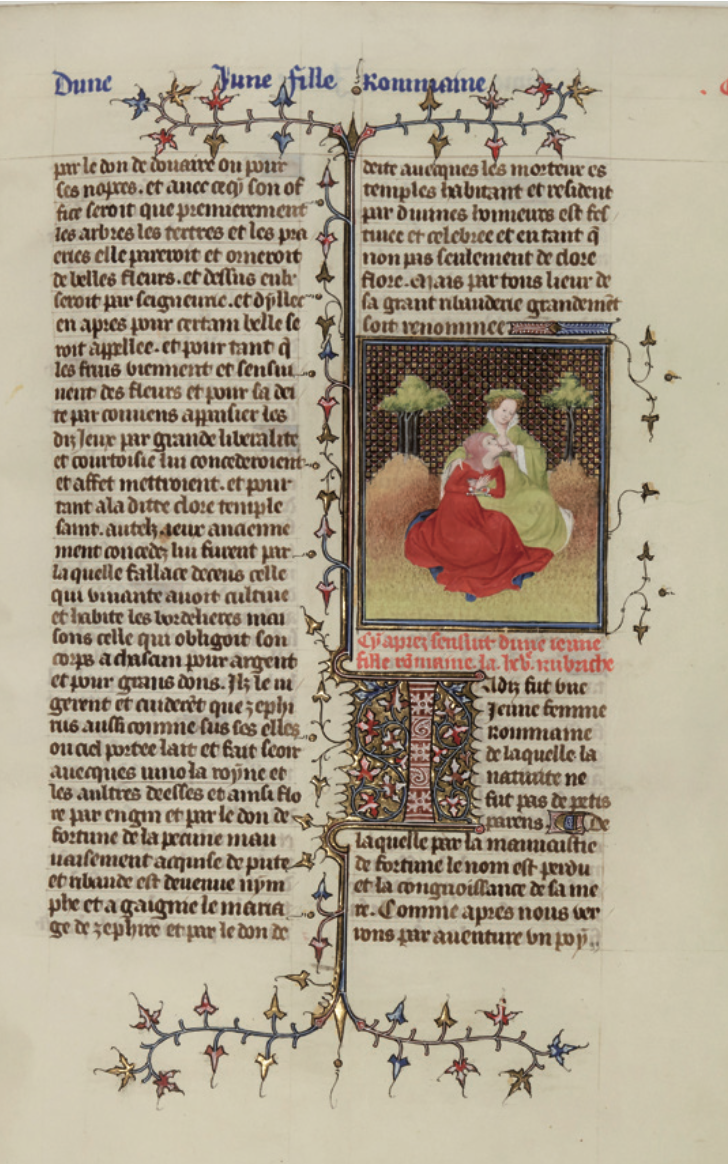
جووانی بوکاچو (حوالی ۱۴۰۲)

در حالی که انتخاب گزینهٔ به‌تصویر کشیدن صحنه مادر و دختر در مقابل صحنه «سیمون و پرو» (پدر و دختر) در دورانی که پوسین نقاشی می‌کرد، عملی منحصر به فرد بود، نسخه همجنس آن از محبوبیت بیشتری نسبت به صحنه پدر و دختر در قرون وسطی و تا اوایل دوران مدرن برخوردار بود. اثر قرون وسطایی «ژیرار دو روسیون»، توسط شخصی ناشناس، داستان مادری زندانی را روایت می‌کند که توسط دخترش شیردهی می‌شود، اما آن داستان را شاخ و برگ می‌دهد، نامی برای دختر - برت استخوانی - و نسب شریفی برای خانواده نوآفرینی می‌کند. در قرن چهاردهم و پانزدهم، جووانی بوکاچو (۷۵–۱۳۱۳) و کریستین دو پیزان (۱۴۳۰–۱۳۶۴) هر دو از داستان دختر رومی به عنوان داستان روابط خویشاوندی متقابل استفاده کردند. در قرن شانزدهم، هانس زاکس یک اثر شهوانی از این داستان خلق کرد.
آثار اندکی که نسخه مادر و دختری را به تصویر می‌کشند، بین قرن هفدهم و اواخر قرن هجدهم خلق شد. شعری از زیبیلا شوارتس (۱۶۳۸–۱۶۱۲) در مورد روابط برابری‌طلبانه در میان زنان از این حکایت بهره گرفته‌است. چند سال پس از نقاشی پوسین از «جمع‌آوری گزانگبین»، گوئرچینو پرتره‌ای صمیمی و مهرورزانه از مادر و دختر (قبل از ۱۶۶۱) خلق کرد. این آخرین تصویرسازی شناخته‌شده از صحنه قبل از بازآفرینی کوتاه آن در اواخر قرن هجدهم است که در آن سه نقاشی از ژان-شارل نیکز پران (۱۷۹۱، گمشده)، آنجلیکا کافمان (۱۷۹۴، گمشده)، و اِتین-بارتلمی گارنیه (۱۸۰۱، گمشده) با به تصویر کشیدن این صحنه خلق شدند. شاید بتوان این رونق مجدد کوتاه‌مدت را با مضمون برابری سیاسی انقلاب فرانسه توضیح داد که در پیوند دوسویه در روابط خویشاوندی طنین‌انداز گردید که در نسخه مادر-دختر نشان داده شده‌است؛ معکوس شدن روابط پدرسالارانه‌ای که «سیمون و پرو» مظهر و نماد آن بود، در دوران باستان معنادار بود، اما اکنون (دوران انقلاب فرانسه) غیرقابل قبول شده بود.

## اثربخشی فرهنگی در دوران معاصر
در سدهٔ بیستم میلادی، روایتی تخیلی از شفقت رومی در خوشه‌های خشم جان استاین‌بک (۱۹۳۹) روایت شد. در پایان رمان، «رزاشارن» به مردی بیمار و گرسنه در گوشه انبار از پستان‌هایش شیر می‌دهد. نقاشی ۱۹۶۹ بالاد پارتیزانی اثر مای دانتسیگ نیز بازتابی از شفقت رومی است.

فیلم سورئالیستی ای مرد خوش‌شانس! (۱۹۷۳) همچنین شامل صحنه‌ای از شفقت رومی است که در آن قهرمان داستان در حال مرگ از گرسنگی است و همسر یک معاون کشیش، به جای اینکه به او اجازه دهد غذای جمع‌آوری شده برای یک مراسم خیریه را به یغما بردن برد، به او از پستانش شیر می‌دهد.

## تصویرسازی‌های همراه متن
- شفقت رومی اثر پیتر پل روبنس، حوالی سال ۱۶۱۲ میلادی، موزه ارمیتاژ
- سیمون و پرو اثر پیتر پل روبنس، حوالی سال ۱۶۳۰ میلادی، زیگن
- شفقت رومی اثر گاسپار دو کریه، حوالی سال ۱۶۲۵ میلادی، موزه دل پرادو
- شفقت رومی اثر گاسپار دو کریه، حوالی سال ۱۶۴۵ میلادی، مجموعه خصوصی

## نگارخانه: تصویرسازی‌های هنری

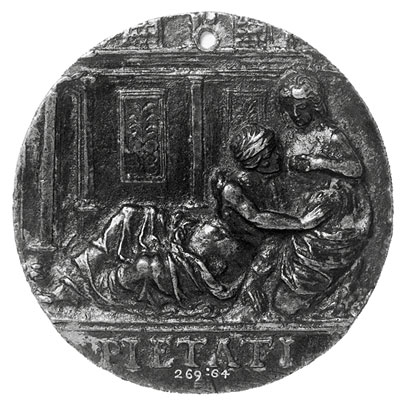
هنرمند ناشناس (حوالی ۱۵۰۰–۱۵۲۰)
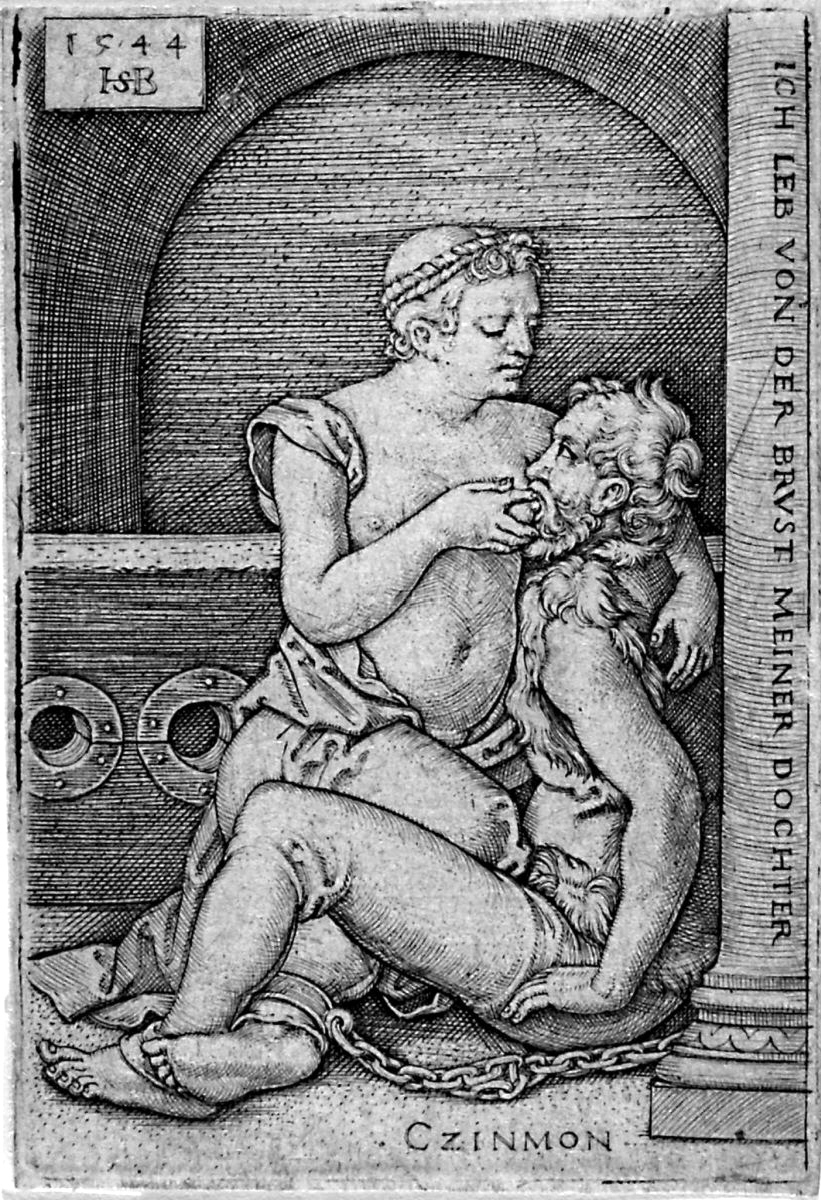
زیبالد بیهام (۱۵۴۴)
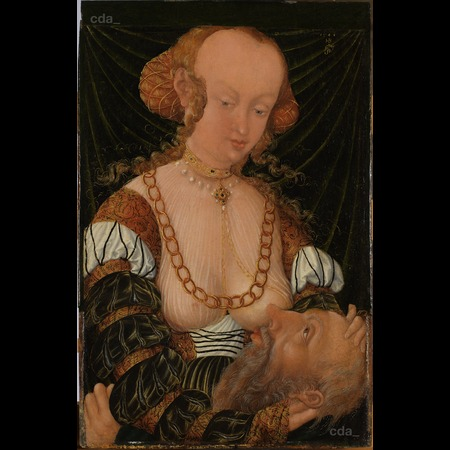
مرشد با سر شیردال (حوالی ۱۵۴۶)
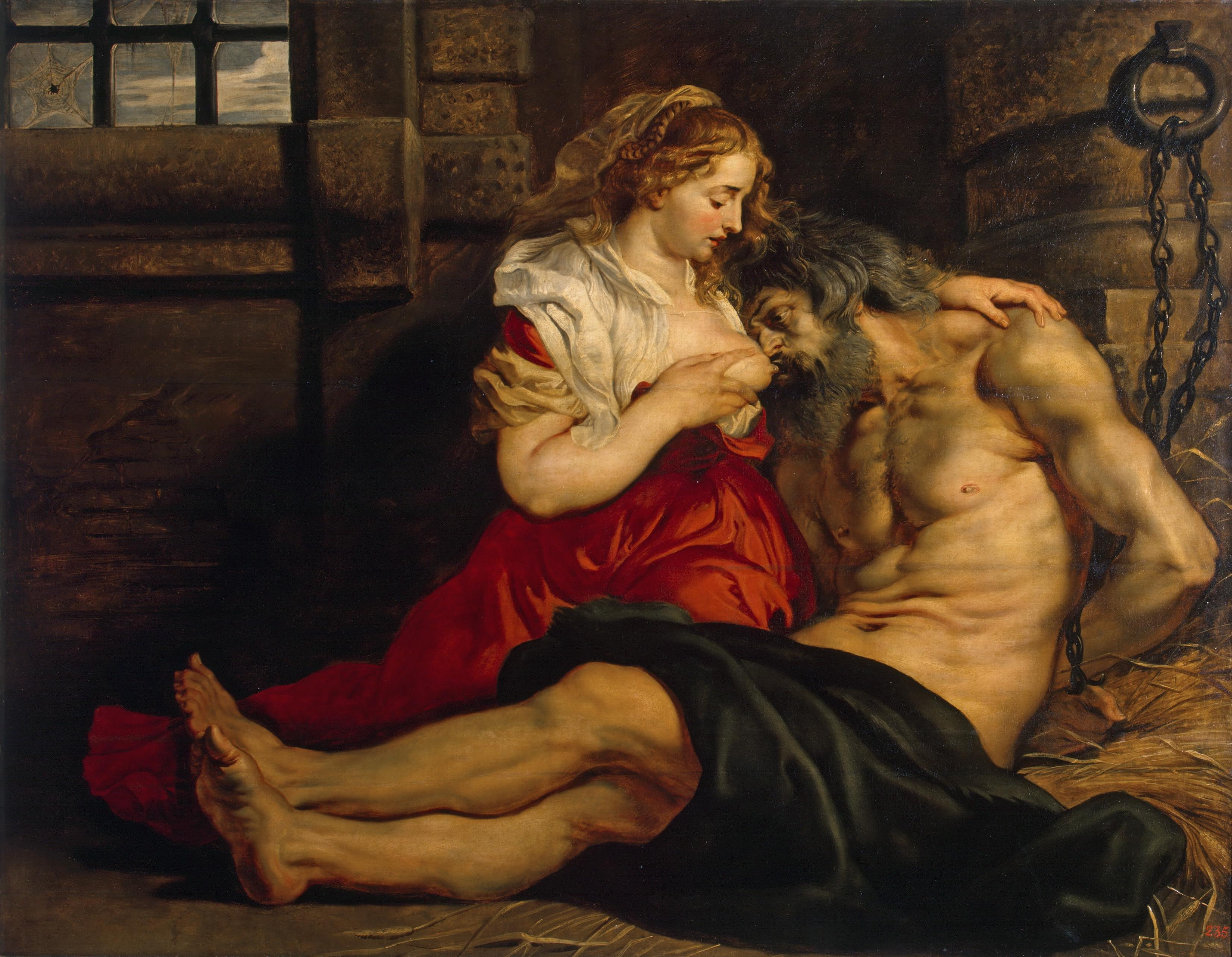
پیتر پل روبنس (حوالی ۱۶۱۲)
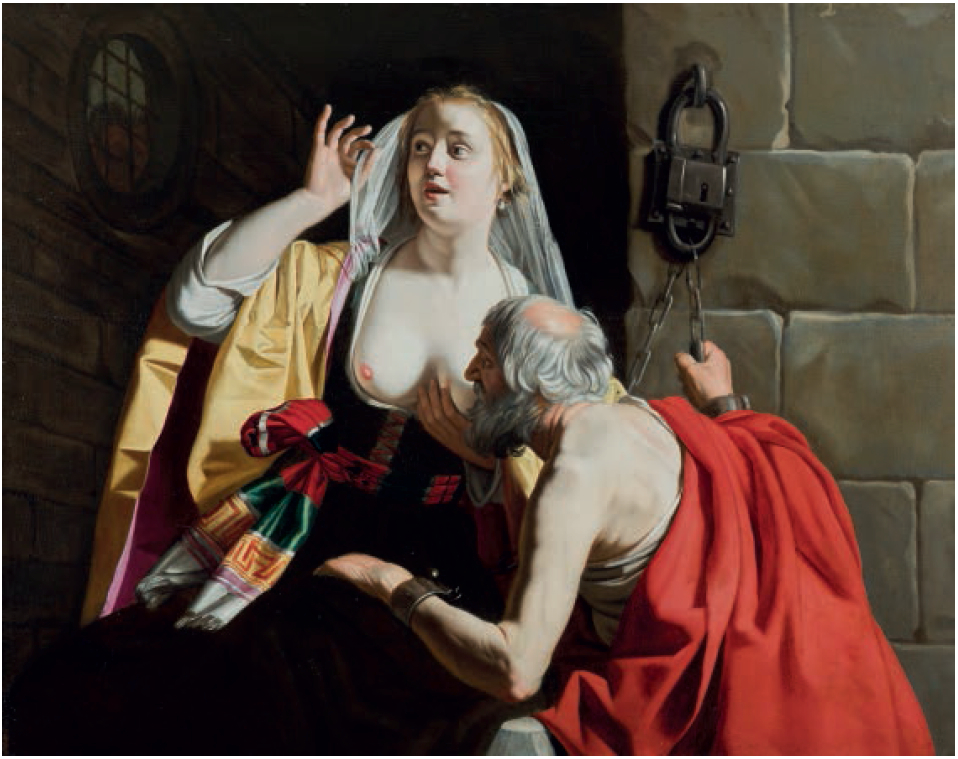
یان ینسنس (۱۶۲۰–۲۵)
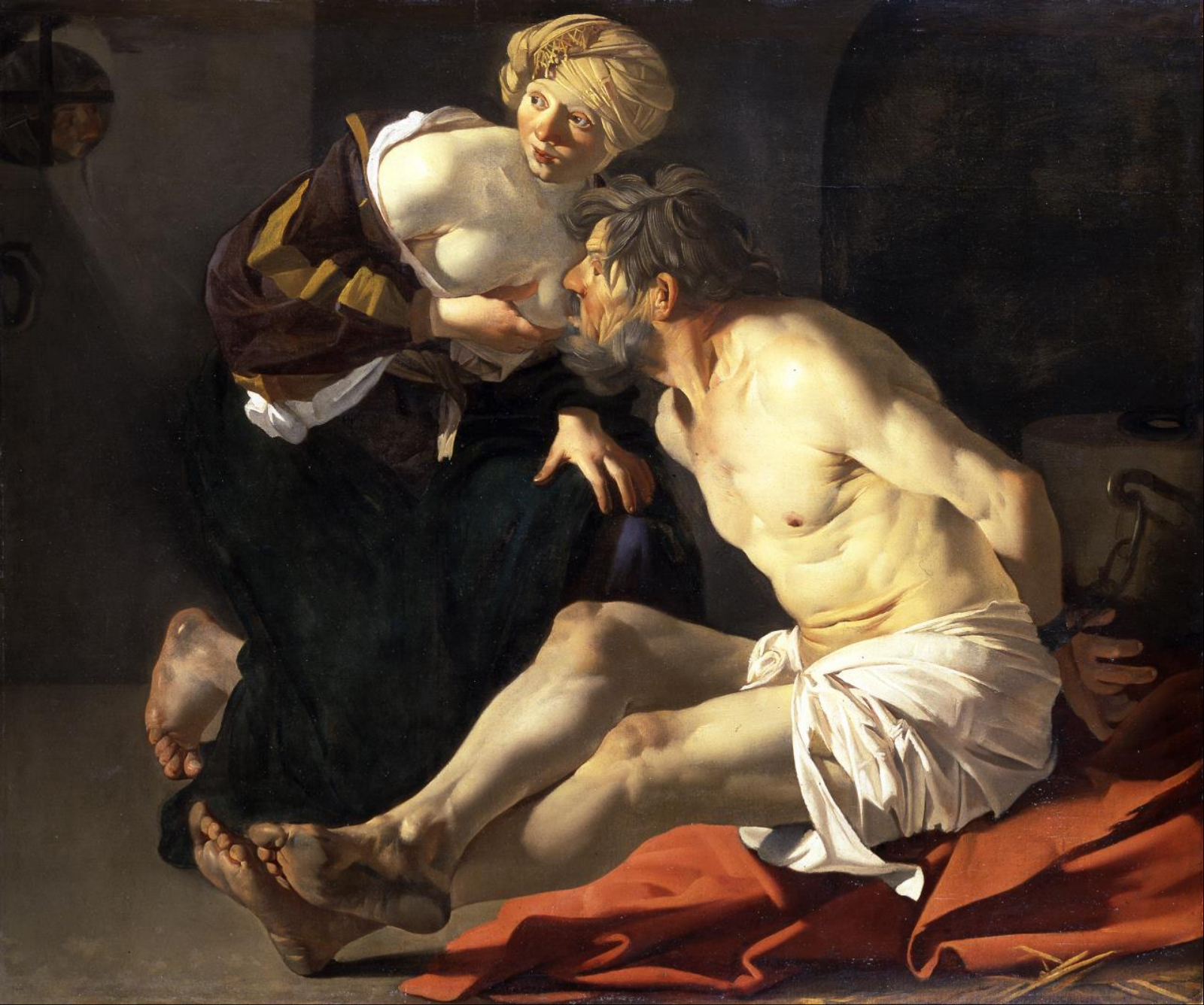
دیرک ون بابورن (حوالی ۱۶۲۳)
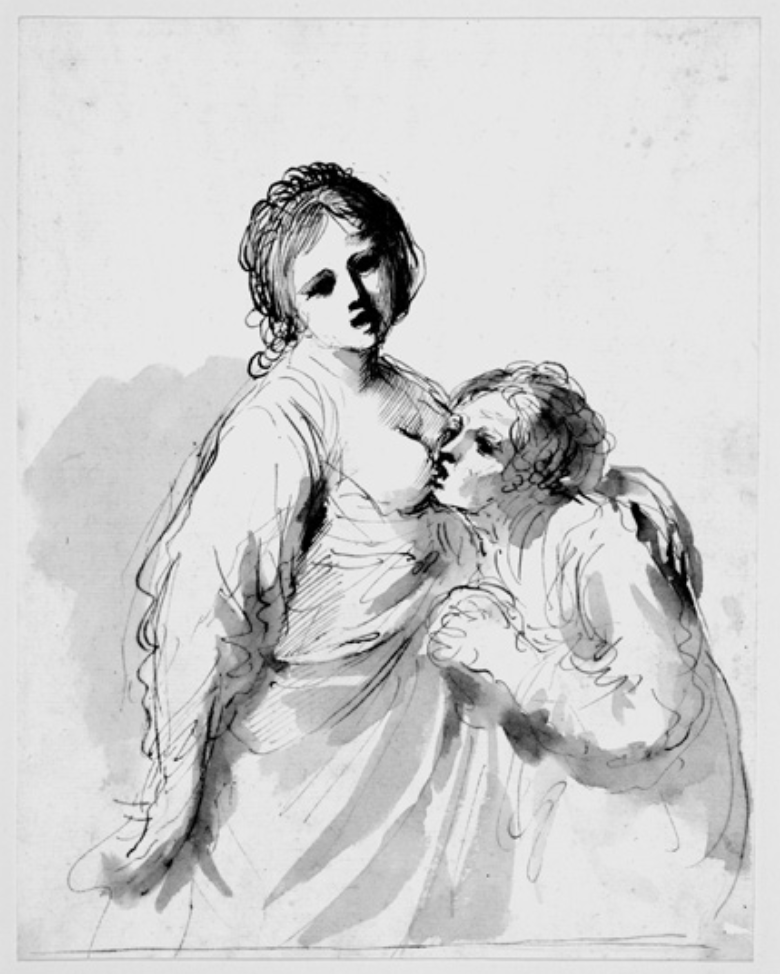
گوئرچینو (پیش از ۱۶۶۱)
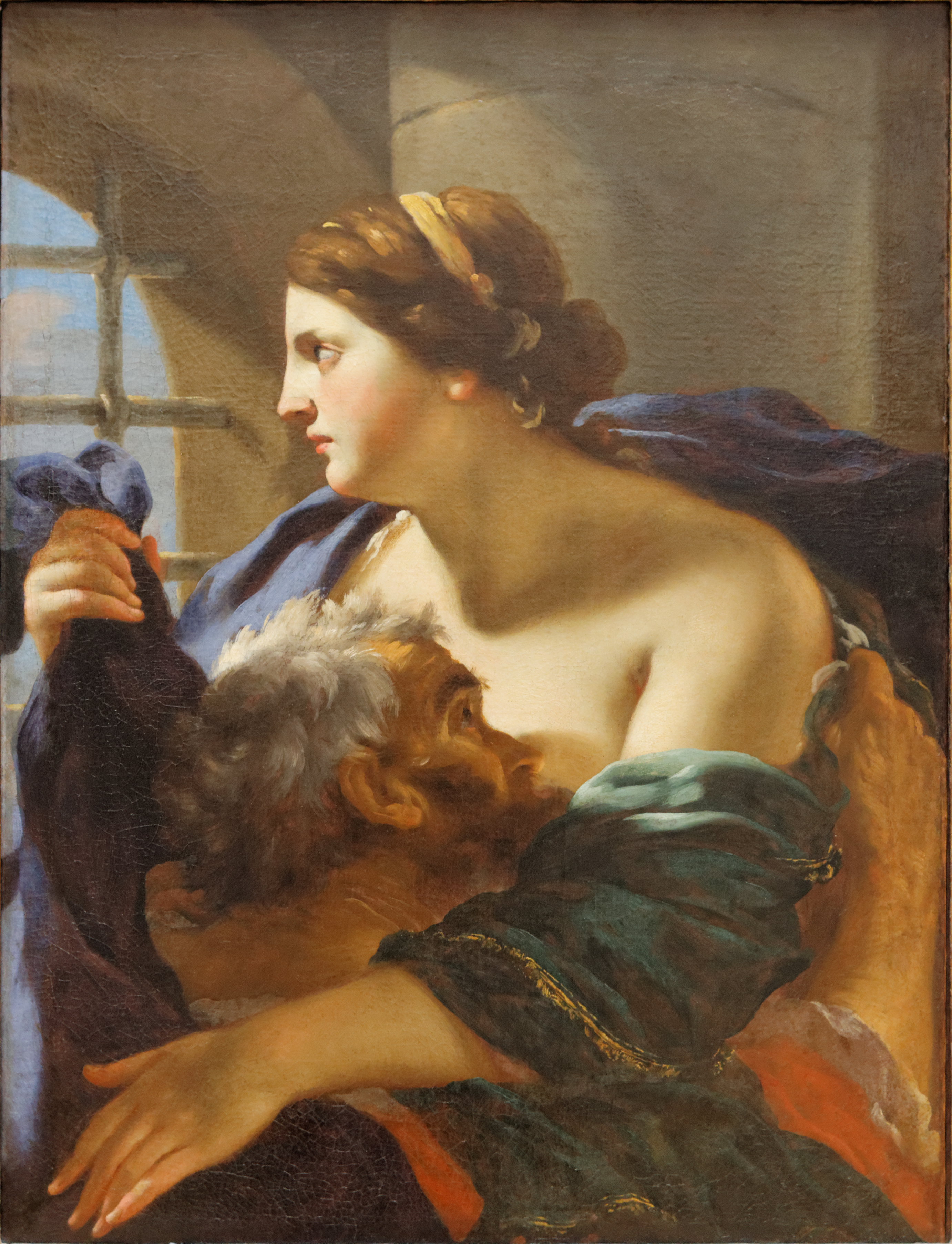
شارل ملان (حوالی ۱۶۲۸)
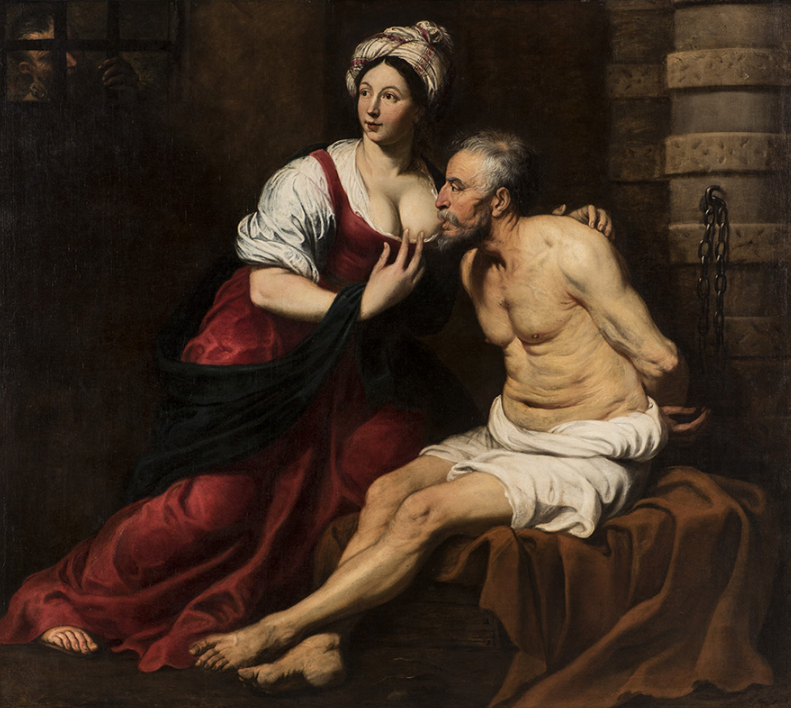
پیتر فان مول (حوالی ۱۶۴۰)
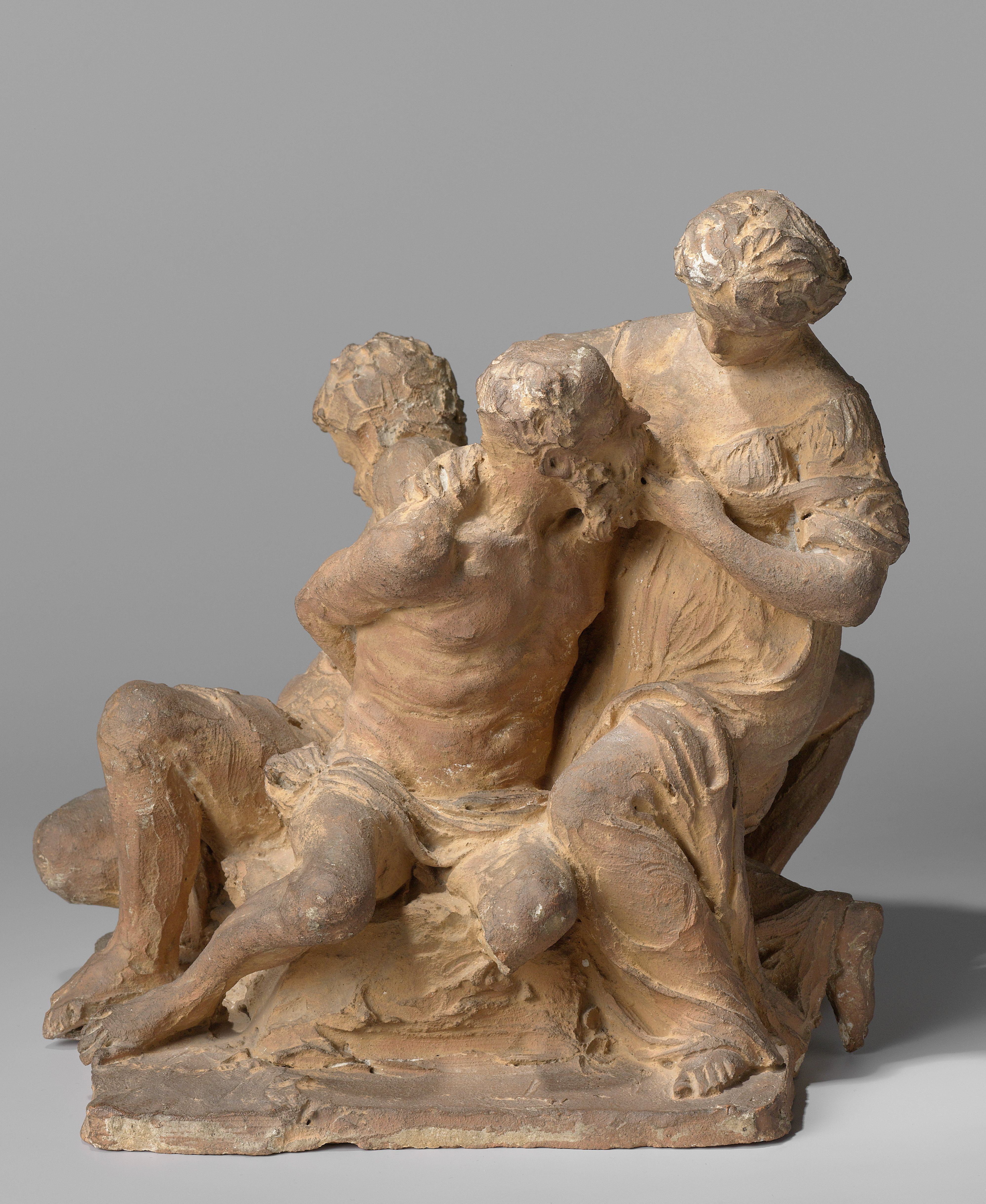
آرتوس کوئلینوس بزرگ (حوالی ۱۶۵۲)
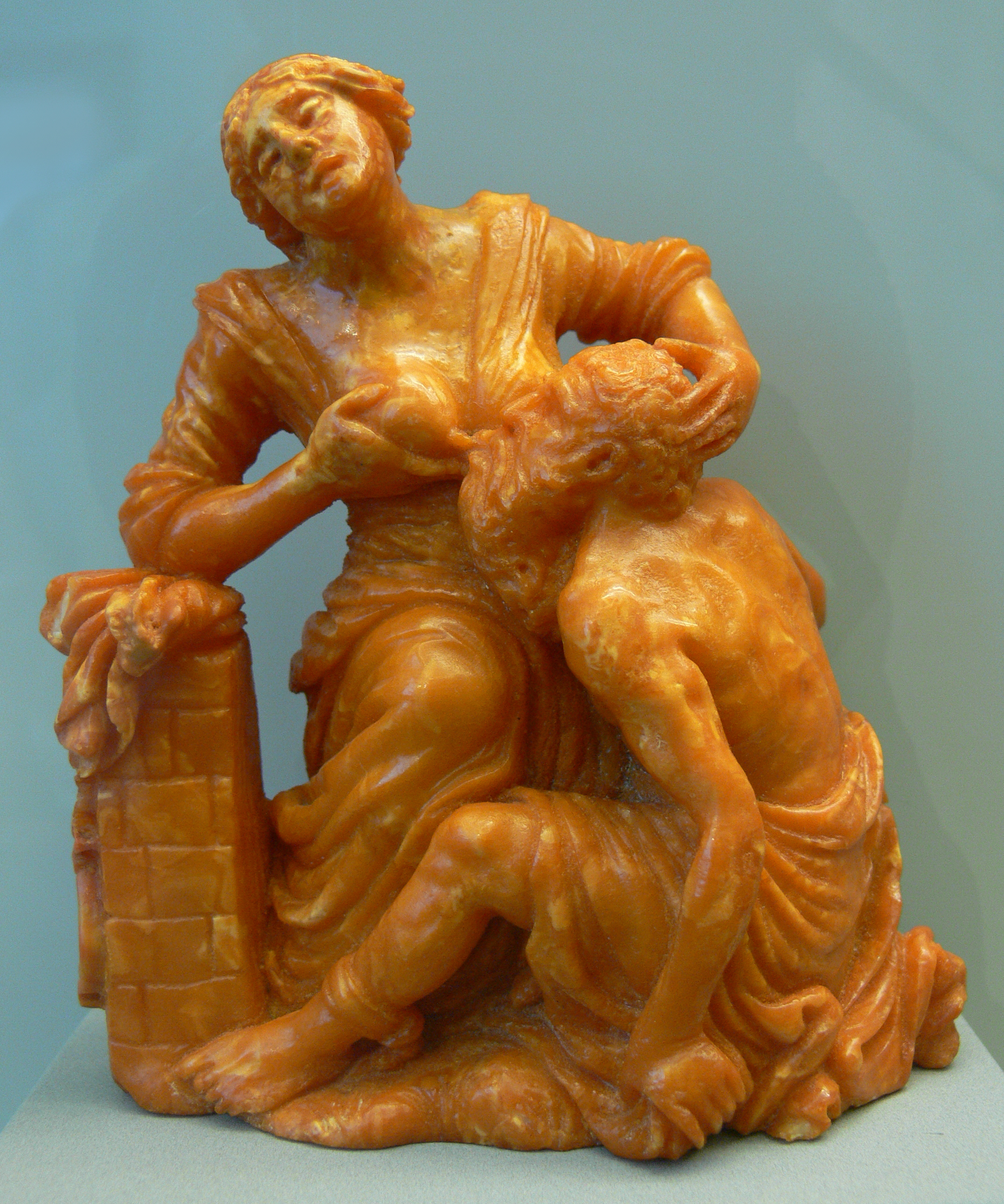
کریستوفر ماوخر (کهربا، ۱۶۹۰)
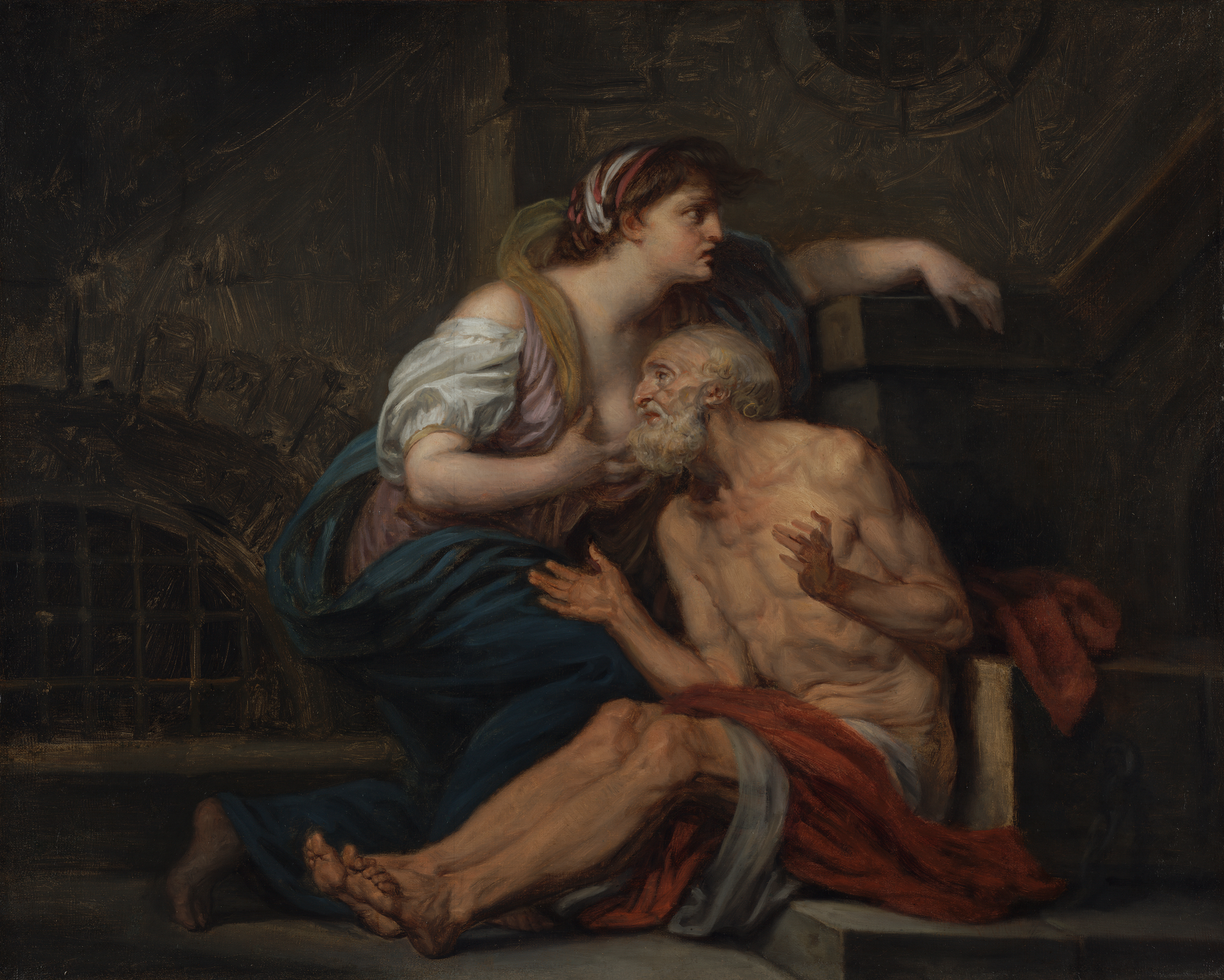
ژان-باتیست گروز (حوالی ۱۷۶۷)
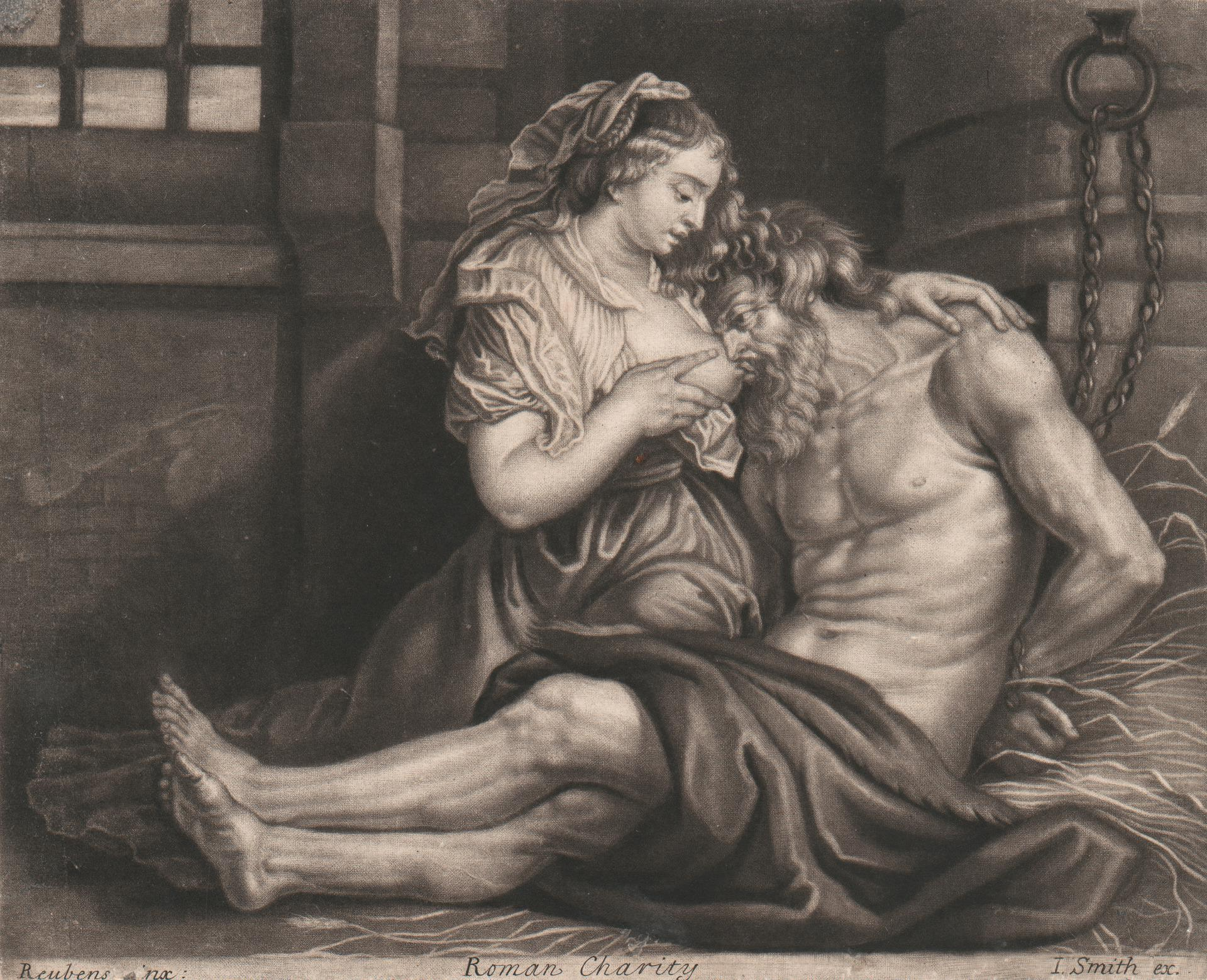
مزوتینت اثری از جان اسمیت
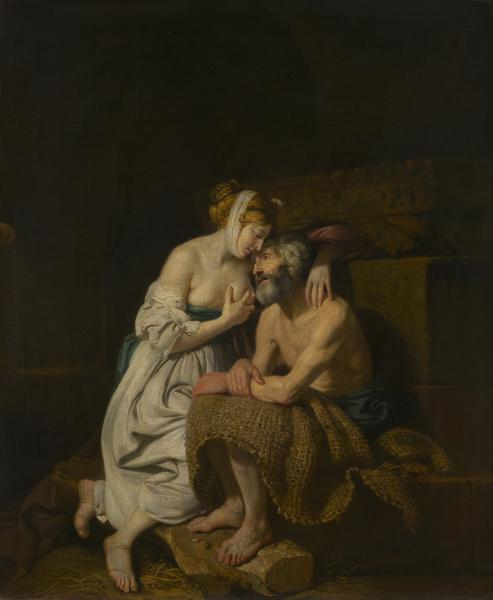
یوهان تسوفانی (حوالی ۱۷۶۹)
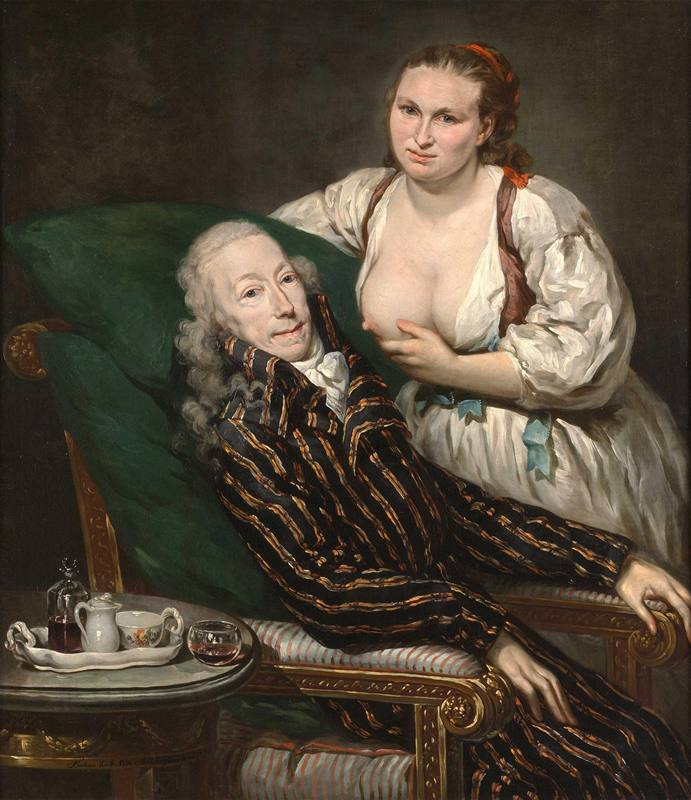
باربارا کرافت (۱۷۹۷)
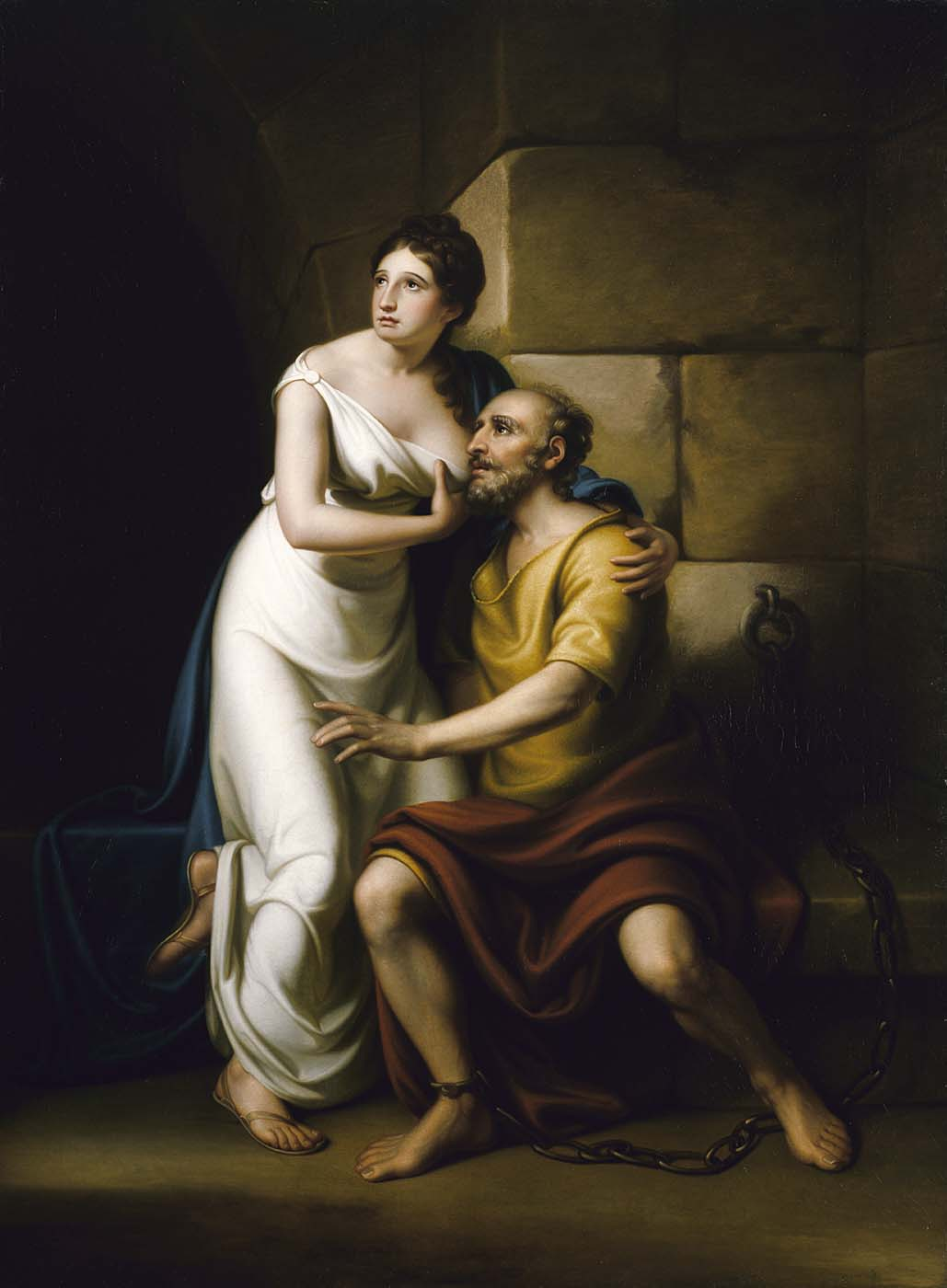
رامبرانت پیل
(۱۸۱۱)